# Famille de La Roche-Saint-André
 (octobre 2024).
Si vous disposez d'ouvrages ou d'articles de référence ou si vous connaissez des sites web de qualité traitant du thème abordé ici, merci de compléter l'article en donnant les références utiles à sa vérifiabilité et en les liant à la section « Notes et références ».
Pour l’article homonyme, voir Familles de La Roche.
La famille de La Roche Saint-André est une famille subsistante de la noblesse française sur preuves de 1380.

## Histoire
La famille de La Roche Saint-André tient son nom du domaine de la Grande-Roche, situé à Saint-André-Treize-Voies, aujourd’hui commune du département de la Vendée.
C'est une famille de noblesse d'extraction chevaleresque sur preuves de 1380.
Elle fut admise aux honneurs de la Cour en 1787.

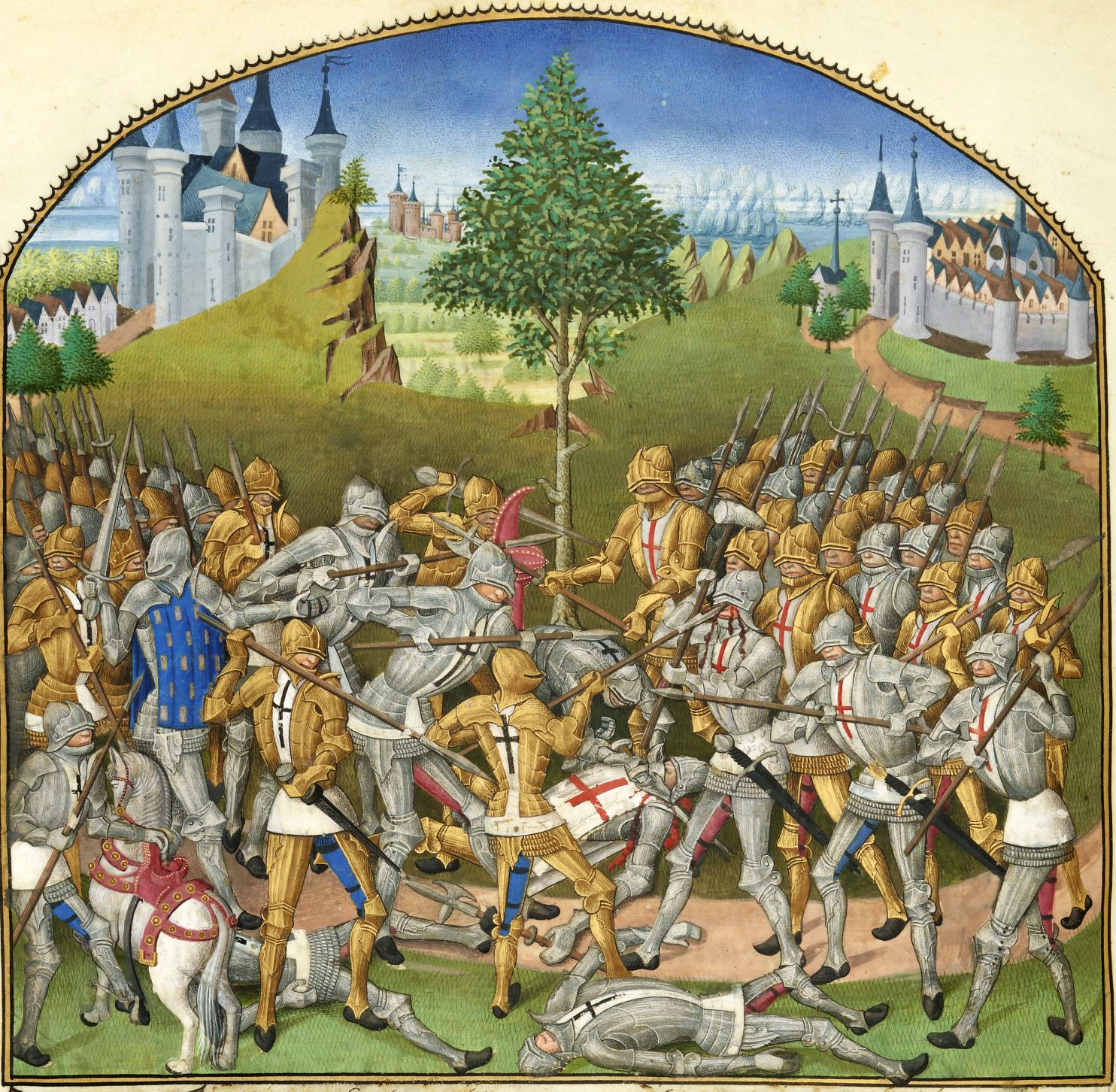
Le Combat des Trente, miniature de 1480 dans la Compilation de Le Baud.

Les possibles mentions les plus anciennes, car sans preuves de filiation, de personnages de ce nom se trouvent dans des actes de fondation ou donation et remontent vers l’an 1070 avec Juhel et Norman de La Roche (de Rupe), puis au XIIe siècle avec une succession de plusieurs Olivier de La Roche, dont un chevalier, qui fut fait prisonnier, en 1173, dans la tour de Dol, avec de nombreux autres seigneurs, par le roi d’Angleterre, Henri II, quand celui-ci s’empara de tout le pays au nom de Geoffroi, son fils, qui avait épousé Constance, fille du Duc de Bretagne.
Dans la première moitié du XIIIe siècle, Alain de La Roche assista en 1203 aux États de Bretagne puis servit en qualité de chevalier, sous le roi de France Philippe-Auguste, en 1205.
En mars 1351, au cours de la guerre de Succession de Bretagne, Geoffroi de La Roche, écuyer, fut l’un des gentilshommes bretons qui combattirent contre les gentilshommes anglais et allemands, lors du fameux Combat des Trente, sur le territoire de l’actuelle commune de Guillac (Morbihan). À l’occasion d’une pause dans le combat, il dit à Jean de Beaumanoir, connétable de Bretagne, gouverneur de Josselin, que, s’il était chevalier, il combattrait plus courageusement. Celui-ci l’arma chevalier sur-le-champ sur le lieu même du combat, lequel fut gagné par les Bretons.

## Filiation
Régis Valette écrit que la filiation noble prouvée de cette famille remonte à l'année 1380.

### Filiation attestée
Les recherches généalogiques dressent cette filiation suivie attestée :
Aimery (Mort av. 1375) > Aimery (v. 1370-av. 1420) > Nicolas (av. 1409-ap. 1453) > Jean (1440-1479) qui eut deux fils dont sont issues deux branches > Jean (branche aînée) (v. 1471-v. 1529) et Julien (branche des Ganuchères) (1479-av. 1565).

### Branche aînée
Jean (v. 1471-v. 1529) > Nicolas (v. 1504-1533) > Mathurin (v. 1522-1582), capitaine des gentilshommes de l'évêché de Nantes en 1545 > René (v. 1561-1608) > René (1588-1622) seigneur de La Desnerie (La Chapelle-sur-Erdre) > Louis (v. 1620-1686), conseiller au Parlement de Bretagne > François (1665-av. 1691) > Louis (1689-1759), seigneur de la Salle (Fresnay-en-Retz), qui eut entre autres enfants: > 1. Louis (1719-1773), marquis de La Roche Saint-André (baptisé à Fresnay-en-Retz), seigneur du Fief-Gourdeau (Les Lucs-sur-Boulogne) et de la Salle. 2. Henry-Alexandre (1724-1785), auteur du rameau de la Grassière, toujours subsistant. 3. René-Claude (1726-1792), prêtre, trésorier de la Sainte-Chapelle de Vincennes, abbé commendataire de Trizay près de Luçon. Leur frère aîné Louis poursuivit la branche aînée et eut quatre fils qui se distinguèrent lors du soulèvement vendéen :
- Louis-Marie de La Roche Saint-André (1751-1793), né au château de La Salle à Fresnay-en-Retz en 1751, sous-lieutenant dans le Régiment Royal-Étranger cavalerie en 1772. Il vendit en novembre 1791 sa terre patrimoniale de La Roche, paroisse de Saint-André-Treize-Voies. Au début du soulèvement vendéen, le 23 mars 1793, Pornic fut prise sous sa conduite le matin, et perdue le soir. Rendu responsable de cette défaite par les insurgés, il se réfugia à Bouin puis à Noirmoutier. Il reparut dès le début d'avril dans le comité royaliste de Challans. Plus tard, il se joignit à l’armée royaliste du Centre et devint l’un des chefs d’état-major de Royrand. Il combattit avec Charette lors de l'attaque de Nantes. Lors de la Virée de Galerne, il prit part fin novembre 1793 aux batailles de Dol et d’Antrain (Ille-et-Vilaine), où il fut blessé, et fut tué à Savenay le 23 décembre 1793.
- Louis-Henry de La Roche Saint-André (1753-1794), né au château de la Salle à Fresnay-en-Retz le 1er octobre 1753, entré dans la marine en 1770, enseigne en 1777, lieutenant de vaisseau en 1781, chevalier de Saint-Louis en 1786, il fut aussi mêlé aux premières prises d’armes vendéennes, dans le comité de Challans. Fait prisonnier avec sa femme à Saint-Herblon à son retour de la Virée de Galerne, il fut condamné à mort et exécuté à Nantes le 20 mars 1794.

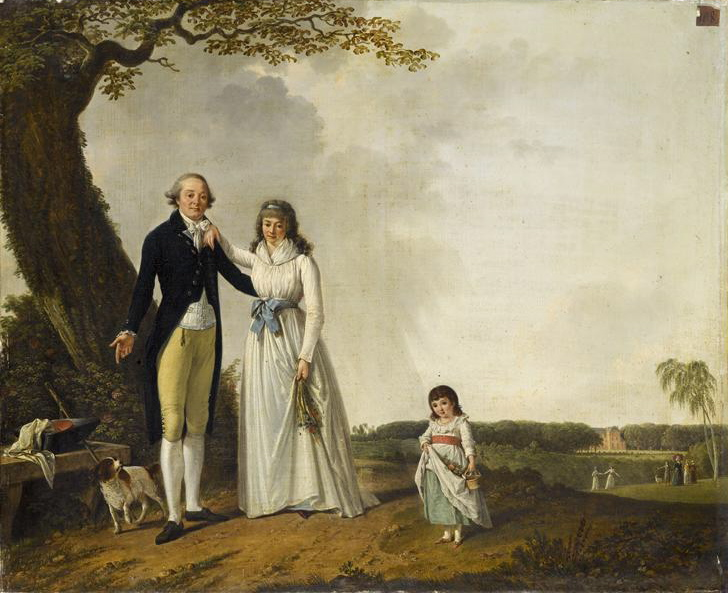
Portrait de Gabriel-Marie de La Roche Saint-André (1755-1832) avec son épouse Anne-Marie de Coutances et leur fille Gabrielle, par François Sablet, 1797.

- Gabriel-Marie de La Roche Saint-André (1755-1832), né à Fresnay-en-Retz en 1755, chevalier de Malte en 1775, capitaine au régiment de Montmorency-Dragons en 1786, fut admis avec son frère Louis-Marie à monter dans les carrosses du roi en 1787 pour leur réception aux honneurs de la Cour. Il fut nommé consul de France à Raguse en 1816, à Gibraltar en 1822 et à Barcelone en 1824. Il mourut à Nantes le 20 avril 1832.
- Augustin-Joseph dit Augustin de La Roche Saint-André[5] (1756-1793), page à la Petite Écurie du Roi en 1771, ensuite sous-lieutenant au régiment de Bourgogne Cavalerie. Acquis aux idées libérales en 1789, il fut élu maire de Montaigu en 1790 puis président du district de Montaigu, responsabilités dont il démissionna à la fin de cette année 1790. Lors de la prise de cette ville par les insurgés vendéens le 13 mars 1793, il réussit à limiter le nombre de victimes des camps insurgé et révolutionnaire. Il fut alors porté à la tête du comité dirigeant la ville. À la suite de la chute de Montaigu aux mains des armées révolutionnaires en octobre 1793, il participa à l’expédition vendéenne au nord de la Loire. Il fut gravement blessé de douze coups de sabre près de Dol le 20 novembre et mourut de ses blessures à Coulans, près du Mans (Sarthe) début décembre 1793.

Parmi les enfants de ce dernier, on compte
- Alexandre de La Roche Saint-André (1785-1852), né le 31 octobre 1785 à La Grolle, près de Rocheservière, décédé le 27 avril 1852 à La Roche-sur-Yon, garde d'honneur en 1813, qui combattit en Vendée pendant les Cent-Jours. Il donna asile à la duchesse de Berry lors de son insurrection royaliste de 1832. L'actuelle branche aînée des La Roche Saint-André descend d'Alexandre.
  - Le fils aîné de ce dernier, Paul-Marie-Alexandre de La Roche Saint-André, fut un membre du parti royaliste légitimiste, fidèle du comte de Chambord Henri V, lié aux Baudry d'Asson[6]. À la fin de 1882, il fut tour à tour considéré comme la victime et l'auteur d'un attentat anti-royaliste : l'affaire des bombes de Rocheservière. Le substitut du juge de paix Félix Neau, conseiller général du canton, ennemi juré de Paul de La Roche Saint-André, manipula les preuves pour le faire accuser[7]. Le député Armand Baudry d’Asson, ami de Paul de La Roche Saint-André, porta l’affaire devant la Chambre des députés[8].

### Branche des Ganuchères
En 1505, à la suite d'un partage entre lui et ses deux frères, Jean et Vincent, Julien de La Roche Saint-André (1479-av. 1565) s'établit à Treize-Septiers, au château des Ganuchères, fondant ainsi la branche du même nom. De son union avec Jacquette de La Cour-La Grize fut issu Pierre (mort av. 1586), fils unique. Celui-ci épousa, en 1551, Catherine Régnon. Leur fils, Gabriel (v. 1553-av. 1607), prit part à la Guerre de la Ligue, sous Henri III et Henri IV. En 1590, son château des Ganuchères fut pris et dévasté, et lui-même fut ruiné, puis emprisonné au Château de Nantes. Il est vraisemblable que, dès cette époque, les Ganuchères ne furent plus habitées par la famille de La Roche Saint-André, qui se réfugia à Montaigu, où l'on retrouve ses membres jusqu'au soulèvement vendéen de 1793.

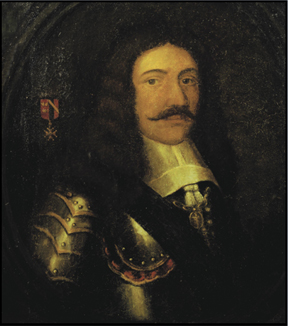
Portrait du chef d'escadre Gilles de La Roche-Saint-André (1621-1668).

Le 14 mai 1567, Gabriel épousa Marguerite Boisseau. Leurs fils, Julien (né v. 1583), épousa Françoise Giguet, union dont furent issus :
1° Julien, marié à Madeleine Bertrand du Ligneron, seigneur des Ganuchères, sans postérité.
2° Gilles de La Roche Saint-André (Montaigu, 1621 - août 1668), chef d'escadre des armées navales. Il ne fut pas seigneur des Ganuchères, mais ses propres enfants héritèrent ce titre de leur oncle, mort sans postérité.
De son mariage le 1er février 1653 avec Gabrielle-Brigitte d'Escoubleau de Sourdis, Gilles de La Roche Saint-André eut entre autres enfants :
1° Marie, qui épousa Claude du Chaffault, seigneur de La Sénardière, veuf de Marie Jousseaume de La Bretesche ;
2° Françoise, mariée à Jean-Marc de Boyer, seigneur de La Mothe-Choisy.
3° Louis-Gilles de La Roche Saint-André, seigneur des Ganuchères, né à Montaigu, le 22 mars 1666, baptisé par l'évêque de Luçon, Nicolas Colbert, le frère du ministre ; capitaine de vaisseau, le 5 octobre 1712 ; marié, en 1699, à Charlotte de Saint-Légier de La Sausais, paroisse de Saint-Xandre, près La Rochelle ; chevalier de Saint-Louis, mort à Montaigu, le 27 juin 1732.
Louis-Gilles eut neuf enfants, parmi lesquels :
1° Louis-Joachim de La Roche Saint-André (La Rochelle, 1706 - Nantes, 20 décembre 1793), abbé de l'abbaye royale de Villedieu, grand-vicaire de l'évêque de Dax, mort guillotiné ;

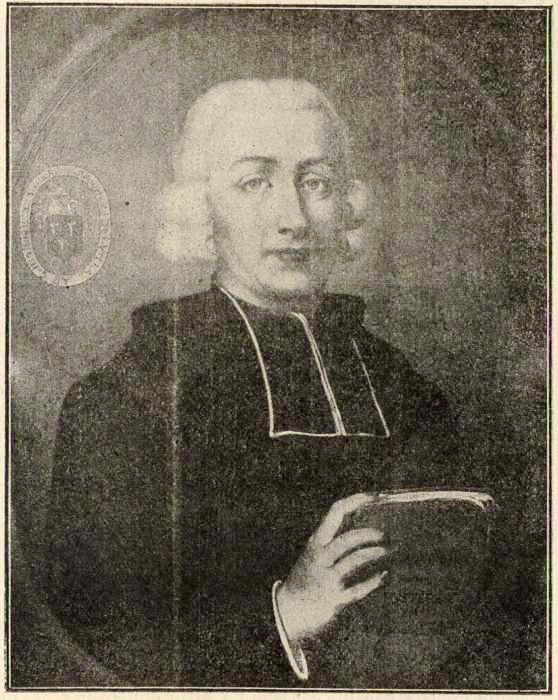
Portrait de Louis-Joachim de La Roche Saint-André (1706-1793).

2° Charles de La Roche-Saint-André (Treize-Septiers, 1709 - Montaigu, 1780), seigneur des Ganuchères. Il servit d'abord dans la marine, démissionna, fut syndic général des Marches communes de Poitou et de Bretagne.
3° Suzanne-Augustine (1711 - vers 1784), religieuse de Fontevrault, prieure du couvent de Montaigu ;
4° Pélagie, qui épousa, en 1732, Louis-Charles du Chaffault, seigneur de Meslay (La Guyonnière), amiral, mort en prison à Nantes lors de la Révolution, en 1793.
Charles se maria quatre fois :
1° avec Gabrielle-Honorée Badereau, veuve de Gabriel Buor, seigneur de la Lande (Saint-Hilaire-de-Loulay), dont est issue une fille, Henriette-Jude-Félicité, qui épousa Joachim Robineau, seigneur de la Chauvinière et de la Barillère ;
2° avec Élisabeth-Henriette Prévost de La Boutetière, dont il n'eut pas d'enfant ;
3° avec Henriette-Marquette Goulard du Retail (paroisse des Lucs-sur-Boulogne), dont sont issus deux garçons :
a- Henri-Charles de La Roche Saint-André (1765-1836), né à Montaigu le 11 mars 1765, dernier seigneur des Ganuchères. Il épousa en 1790 Constance-Augustine du Chaffault, petite-fille de l'amiral. Lieutenant de vaisseau en 1786, émigré, il prit part à l'Expédition de Quiberon, échappa à la fusillade et retourna en Angleterre, d'où il revint, en 1796 ; il fut nommé chevalier de Saint-Louis, et se distingua dans les dernières luttes de la Vendée sous les ordres du comte de Suzannet. Il fut blessé, en novembre 1799, dans un combat engagé près de Meslay (La Guyonnière), contre la division de Montaigu. Il prit part en 1799 et 1800 aux pourparlers de paix avec Hédouville et mit en œuvre la pacification. Le 17 juin 1815, il fut nommé commissaire du roi près des armées de Bretagne et de Vendée ; il fut élu député de la Vendée en 1822, réélu en 1824 et cessa ses mandats en 1827. En 1830, il rentra dans la vie privée et se retira dans sa terre de Chambrette (paroisse des Landes-Genusson), où il vécut en ermite et mourut pieusement, le 20 juin 1836.
Leur fille Pauline Michelle (Angers 1797, 1882) épousa Charles Marie de Suyrot (Pissotte, 1787 - 1880). L'actuelle branche de la Grassière des La Roche Saint-André descend de ce dernier.
b- Victor-Alexandre de La Roche Saint-André (1767-1795), né à Montaigu en 1767, officier de la Marine royale, sous-lieutenant au régiment d’Hector. Il prit part en 1795 à l'Expédition de Quiberon, eut une jambe emportée et fut massacré sur le champ de bataille le 16 juillet 1795.
4° avec Marie-Élisabeth des Corches de Sainte-Croix, dont sont issus deux enfants :
a- Charles-Henri de La Roche Saint-André (1774-1849) né à Montaigu le 2 juin 1774. Il émigra, participa à l'état major de Charette en 1795, ainsi qu’à l’insurrection de 1815 avec Suzannet et reçut le dernier soupir de celui-ci, après le combat de Rocheservière ; marié en 1799 à Marguerite-Caroline de Terves ; mort au château du Margat (Maine-et-Loire), le 28 juin 1849.
b- Marie-Louise, qui épousa le comte de La Rochefoucauld-Bayers du Puy-Rousseau, à La Garnache. Ses descendants sont représentés par les familles de La Pommeraye, de Montbrun (en Normandie), de Baudry d'Asson, de Griffon, de Boisdavid.
Cette branche des Ganuchères s'est ainsi éteinte à la fin du XIXe siècle.

## Alliances
Les principales alliances de la famille de La Roche-Saint-André sont : Montmorency, Charette, Monti de Rezé, Raoul de La Guibourgère, d'Escoubleau de Sourdis, du Chaffault de Besné, du Chilleau, La Rochefoucauld-Bayers, Pineau, Tinguy, Badereau de Saint-Martin, Binet de Jasson, Savary de Beauregard, Couëtus, Buor, Lestrade, Morisson de La Bassetière, du Boisbaudry, du Boberil, Houlier de Villedieu, de Roquefeuil-Montpeyroux, Couëspel du Mesnil, Sourdeau de Beauregard.

## Possessions
- Manoir de la Grande-Roche (Montréverd).
- Château des Ganuchères (Treize-Septiers).
- Château de Pierre-Levée (Olonne-sur-Mer).
- Château de la Desnerie (La Chapelle-sur-Erdre).
- Château de Péré (Marigny).
- Château de la Salle (Villeneuve-en-Retz).
- Logis de Chaligny (Sainte-Pexine).
- Manoir de la Beautraye (Abbaretz).

## Armes et titre
- Marquis (titre de courtoisie)
- Armes : De gueules à trois roquets (ou fers de lance rompus) d'or.[10],[1],[11]
